# 韦力
韦力（1923年11月—2023年1月17日），云南华坪新庄镇人，中国教育家、社会活动家，中国共产党党员。原天津市第一中学校长。

## 人物生平

### 早年
1923年11月，韦力出生于云南滇西山区的华坪县新庄镇。1936年韦力以会考第一的成绩考上华坪县高小，1939年考入丽江中学。学校聘请了一批从华北流亡来的大学生担任教师，韦力受其影响开始接触他们的思想。1942年毕业于丽江市第一高级中学，后考入云南大学文史系。大学期间曾参加民主运动，在昆明街头和各中学散发《学生报》、《时代评论》等民主报刊。
1948年10月，韦力进入河北解放区。1949年1月15日，中共占领天津后，韦力从解放区进入天津，在军管会文教部工作；11月11日加入中国共产党，韦力因此将自己的出生日期也定在了这一天。12月韦力被派到津沽大学（河北大学前身）担任党支部副书记、政治辅导处主任，不久因其教学质量高而获得讲师职称。

### 任天津一中校长

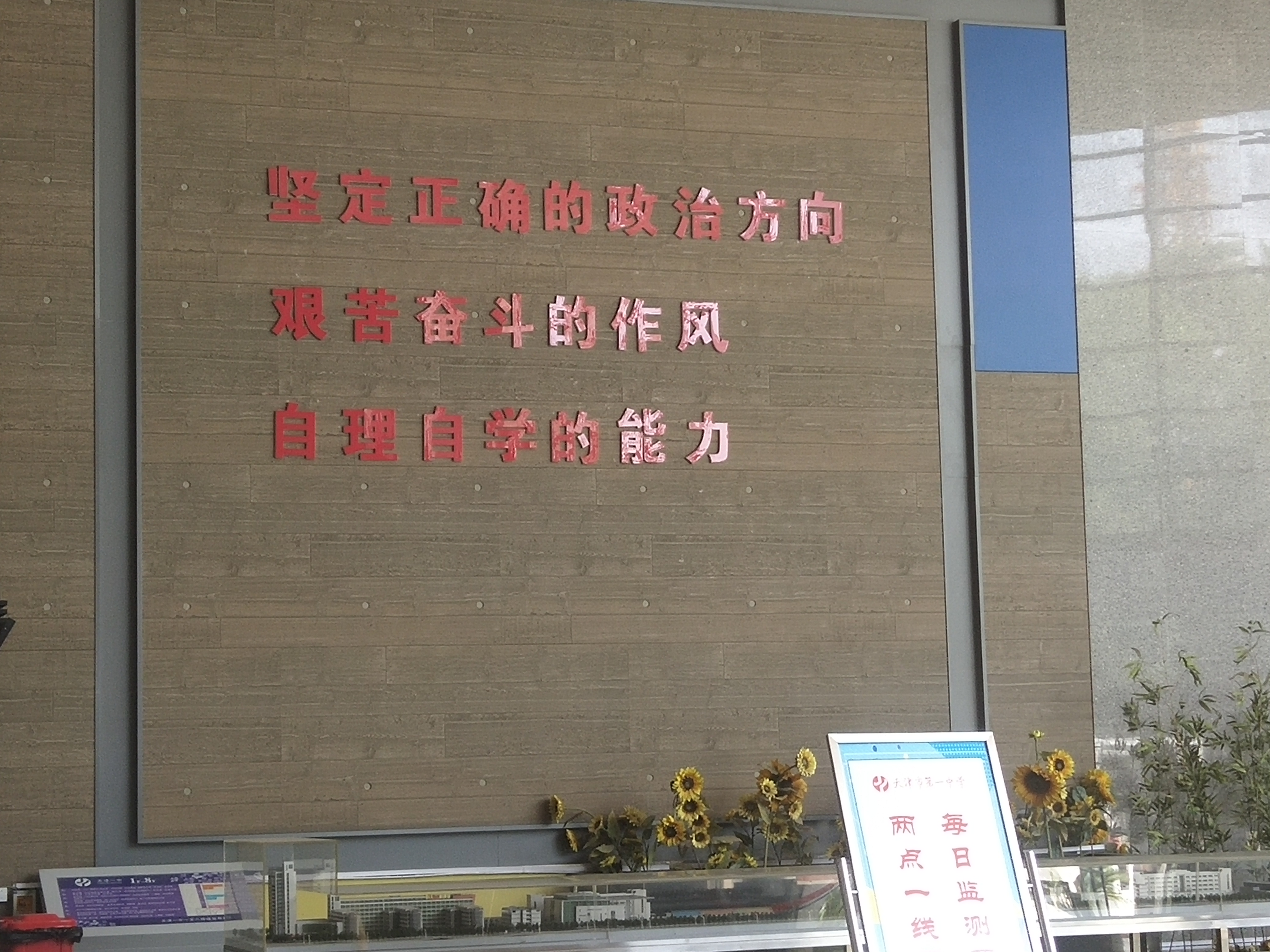
韋力提出的校訓「堅定正確的政治方向、艱苦奮鬥的作風、自理自學的能力」，位於天津市第一中學D座大廳內。

1952年8月23日，天津市人民政府委派韦力任天津市第一中学副校长，同年10月，由时任天津市市长的黄敬签署委任状，任命韦力为天津市第一中学校长。韦力主持学校恢复重建工作，很快就在一中建立起正常的教学秩序。1959年全国高考中，天津一中为全国第二。1963年海河抗洪，韦力曾带领千名学生护卫大堤。在任期间提出“坚定正确的政治方向、艰苦奋斗的作风、自理自学的能力”的校训，主张培养学生的「自治能力」和「自学能力」，又总结出教师「四心」、「四不」的精神，即「事业心、责任心、上进心、自尊心」与「气不倒、问不倒、累不倒、难不倒」。
1966年，文化大革命开始，韦力作为「培养修正主义苗子的黑样板」遭到批斗。1978年，韦力重新被任命为天津一中校长，其反对当时社会上片面追求升学率的风潮，主张推行素质教育。后被评为特等劳动模范。
1982年，韦力被联合国教科文组织确认为联合国亚太地区普通教育专家。曾出任第七屆、第八屆兩屆的人民代表大會代表，1993年、1994年先后两次应时任国务院总理的李鹏之邀到中南海参加政府工作报告讨论稿的意见征求工作。1993年10月离休。1996年创办华夏学校。
2017年6月15日，天津市第一中学在建校70周年之时邀请韦力题词。2023年1月17日14时52分，韦力因病医治无效，在天津逝世，享年99岁。天津市教育两委及天津市第一中学亦举办相关悼念活动。

## 荣誉
韦力曾任天津一中校长、全国教育管理学会副会长、全国高级中学校长协会会长、全国教育科研规划领导小组成员，又先后被推选为天津市劳动模范、天津市特等劳动模范，曾被国家教委授予「全国优秀校长」称号。